# Public (émission de télévision, 1997)
Ne pas confondre avec Public (émission de télévision, 1989), émission télévisée française de La Cinq.
Pour les articles homonymes, voir Public (homonymie).
Public est une émission télévisée politique française diffusée sur TF1 du 7 septembre 1997 au 27 juin 1999 créée et présentée par Michel Field.

## Arrêt
À la rentrée 1999, l'émission est remplacée par 19 heures dimanche, présentée par Ruth Elkrief de 1999 à 2000. À la rentrée 2000, TF1 décide de renouveler les programmes de cette case en lançant le magazine Sept à huit.